# Diplotoxa nigripes
Diplotoxa nigripes är en tvåvingeart som först beskrevs av Daniel William Coquillett 1910.  Diplotoxa nigripes ingår i släktet Diplotoxa och familjen fritflugor. Inga underarter finns listade i Catalogue of Life.